# Neobuccinum
Neobuccinum là một chi ốc biển, là động vật thân mềm chân bụng sống ở biển trong họ Buccinidae.

## Các loài
Các loài trong chi Neobuccinum gồm có:
- Neobuccinum eatoni (Smith, 1875)[2]